# Lorde

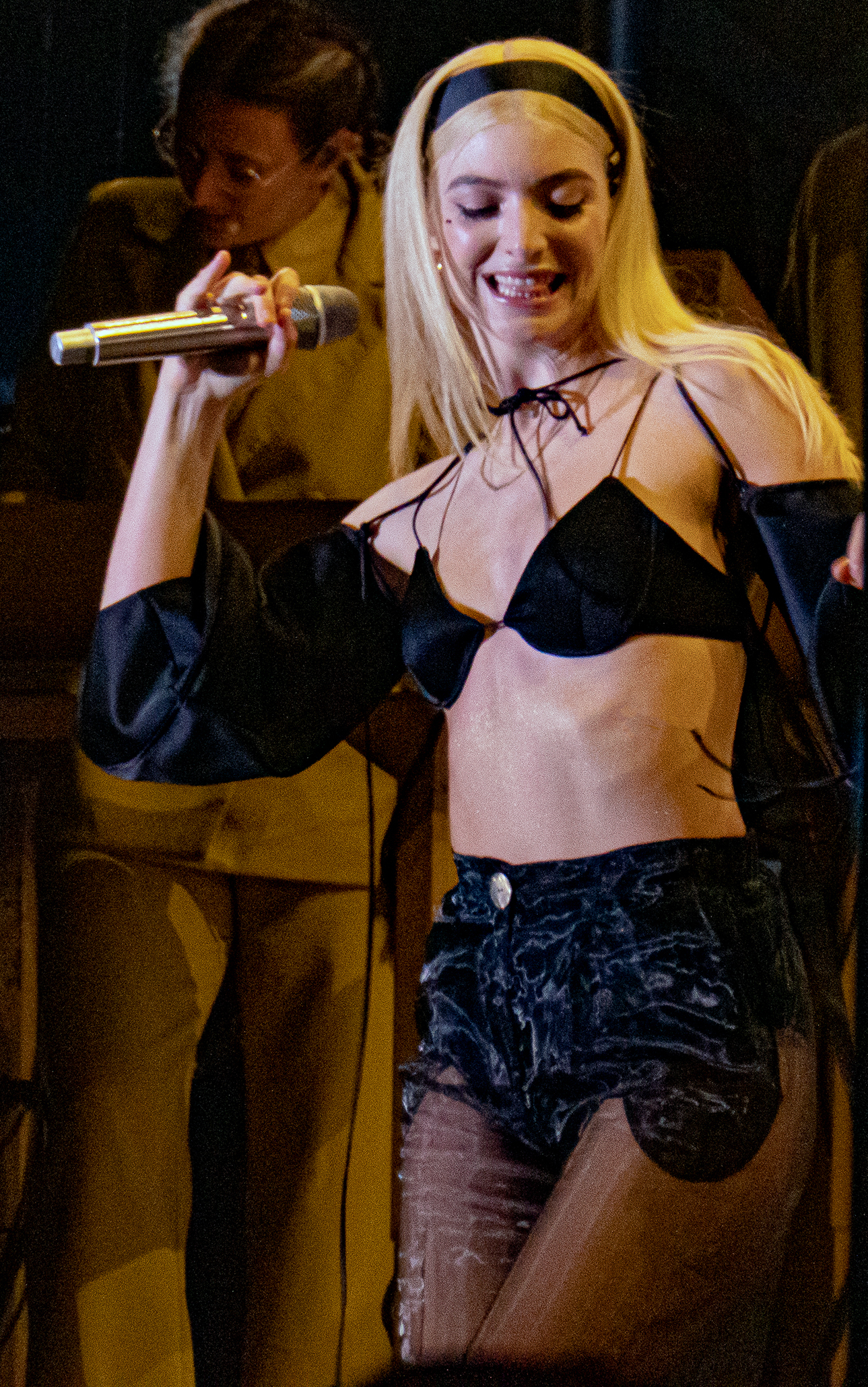
Lorde (2022)

Lorde [lɔːrd] (* 7. November 1996 in Devonport, North Shore City, Auckland), eigentlicher Name Ella Marija Lani Yelich-O’Connor, ist eine neuseeländisch-kroatische Sängerin und Songwriterin.
Der Künstlername Lorde (mit stummem „e“) ist auf ihr Interesse für Aristokratie und Königshäuser zurückzuführen.

## Leben

### Herkunft
Lorde ist eines von vier Kindern (ein Sohn und drei Töchter) der Poetin Sonja Yelich (kroatisch: Sonja Jelić) und des Bauingenieurs Vic O’Connor. Die Familie ist kroatischer und irischer Abstammung.

### Karrierebeginn (2009–2011)
Die Teilnahme an einem Talentwettbewerb an ihrer Schule in Belmont war der Beginn ihrer Karriere. Ein Videoauszug gelangte an Universal Music, welche sie im Alter von zwölf Jahren unter Vertrag nahmen und fortan ihre Entwicklung unterstützen. 2011 stellte Lorde die ersten Songs fertig. Zusammen mit Joel Little als Produzent setzte Lorde die Songs musikalisch um. Little schrieb und produzierte Songs für die Elektropop-Band Kids of 88 und wurde 2010 als Sänger der Pop-Punk-Band Goodnight Nurse berühmt.

### Internationaler Durchbruch 2012
Ende 2012 veröffentlichte sie ihre erste EP mit dem Titel The Love Club frei im Internet. Innerhalb kurzer Zeit wurden die fünf Titel 20.000-mal abgerufen und Lorde wurde weit über Neuseeland hinaus bekannt. Im Frühjahr 2013 wurde die EP offiziell bei iTunes angeboten. Sie erreichte Platz zwei der neuseeländischen Albumcharts. Der Song Royals der EP wurde zu einem Nummer-eins-Hit der Singlecharts, hielt sich drei Wochen an der Spitze und wurde mit Sechsfachplatin ausgezeichnet. Bis zu diesem Zeitpunkt wurde das zugehörige Video bei YouTube über fünfzig Millionen Mal aufgerufen und auf der Musikplattform Soundcloud eine weitere Dreiviertelmillion Mal.

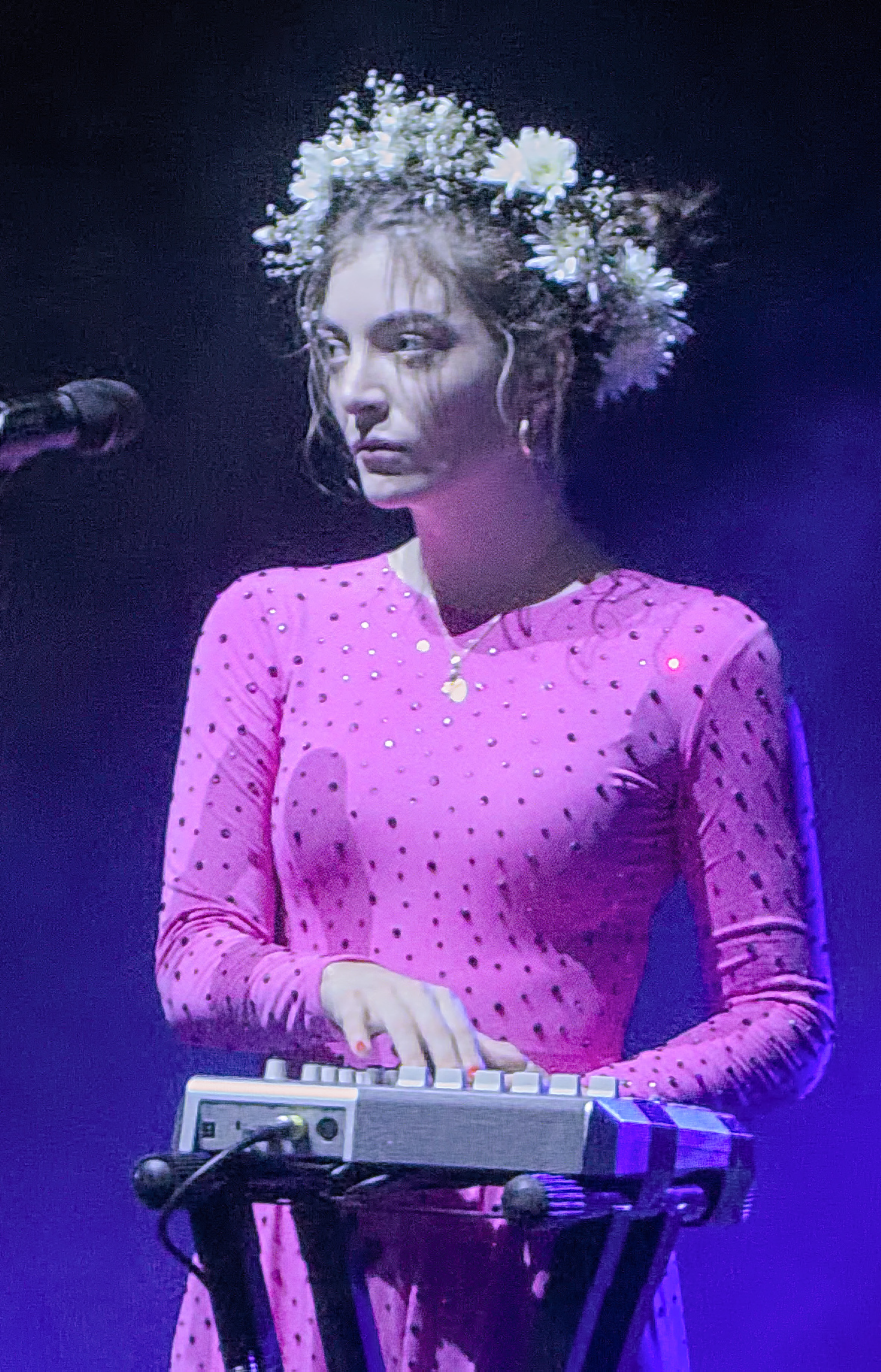
Lorde (2017)

Im Mai 2013 folgten ihre ersten Auftritte in Neuseeland und Australien, welche alle ausverkauft waren. Kurz darauf erschienen zwei neue Songs in Neuseeland. Tennis Court erreichte erneut Platz eins. Anfang Juli wurde ihr erster Song Royals in den USA veröffentlicht und feierte einen enormen Erfolg. Das Lied stieg kontinuierlich in den Charts und erreichte Ende September 2013 Platz eins der US-Singlecharts – dies war vor Lorde noch keinem anderen neuseeländischen Interpreten gelungen. Royals wurde, durch neun Wochen an der Spitze der Charts, zu dem zweiterfolgreichsten Lied des Jahres 2013 in den USA. Weltweit stiegen die Zugriffe bei YouTube auf über 15 Millionen.
Zur selben Zeit wurde das Debütalbum Pure Heroine veröffentlicht, das außer den beiden Nummer-eins-Hits nur neue Lieder enthielt. Vorab konnte sich der Song Team in den Charts platzieren. Das Album stieg Anfang Oktober auf Platz eins in Neuseeland und Australien, sowie auf Platz drei in den USA ein. Team entwickelte sich in Neuseeland und den USA zum Top-Ten-Hit.
Ende 2013 wurde Lorde für vier Grammy Awards nominiert, dreimal für Royals und einmal für das Album Pure Heroine. Bei der Grammy-Verleihung 2014, bei der sie auch selbst mit dem Song Royals auftrat, bekam sie zwei Auszeichnungen: in der Hauptkategorie „Song des Jahres“ und für die „beste Pop-Darbietung“.
2014 kuratierte sie den Soundtrack Die Tribute von Panem – Mockingjay Teil 1, worauf auch ihr Song Yellow Flicker Beat zu hören ist.
Am 16. Juni 2017 erschien ihr zweites Album Melodrama.
Am 11. Juni 2021 veröffentlichte sie das Lied Solar Power als erste Singleauskopplung ihres dritten Studioalbums. Am 21. Juli 2021 folgte die Single Stoned at the Nail Salon, die sie in der Late Night with Seth Meyers Show premierte. Am 18. August folgte die Single Mood Ring. Am 20. August 2021 erschien ihr drittes Album Solar Power.
2024 kollaborierte Lorde mit Charli xcx beim Song Girl, So Confusing, in dem die beiden Musikerinnen ihre persönliche Beziehung sowie den Umstand, dass sie gelegentlich verwechselt werden, verarbeiteten.
Am 24. April 2025 veröffentlichte Lorde die Single What Was That, der am 30. April desselben Jahres die Ankündigung von Lordes viertem Studioalbum Virgin folgte, das am 27. Juni 2025 erschien.

## Sonstiges
In der TV-Serie South Park werden in der 18. Staffel Lorde und die Rolle der Musikindustrie bei ihrer Karriere parodiert, so in Episode 3 (Die Cissy; Erstausstrahlung Oktober 2014) und in Folge 9 (Hashtag „Aufwärmen“; Dezember 2014).

## Diskografie
Studioalben

| Jahr | Titel Musiklabel                   | Höchstplatzierung, Gesamtwochen, AuszeichnungChartplatzierungen (Jahr, Titel, Musiklabel, Platzierungen, Wochen, Auszeichnungen, Anmerkungen) | Höchstplatzierung, Gesamtwochen, AuszeichnungChartplatzierungen (Jahr, Titel, Musiklabel, Platzierungen, Wochen, Auszeichnungen, Anmerkungen) | Höchstplatzierung, Gesamtwochen, AuszeichnungChartplatzierungen (Jahr, Titel, Musiklabel, Platzierungen, Wochen, Auszeichnungen, Anmerkungen) | Höchstplatzierung, Gesamtwochen, AuszeichnungChartplatzierungen (Jahr, Titel, Musiklabel, Platzierungen, Wochen, Auszeichnungen, Anmerkungen) | Höchstplatzierung, Gesamtwochen, AuszeichnungChartplatzierungen (Jahr, Titel, Musiklabel, Platzierungen, Wochen, Auszeichnungen, Anmerkungen) | Höchstplatzierung, Gesamtwochen, AuszeichnungChartplatzierungen (Jahr, Titel, Musiklabel, Platzierungen, Wochen, Auszeichnungen, Anmerkungen) | Höchstplatzierung, Gesamtwochen, AuszeichnungChartplatzierungen (Jahr, Titel, Musiklabel, Platzierungen, Wochen, Auszeichnungen, Anmerkungen) | Anmerkungen                                                    |
| Jahr | Titel Musiklabel                   | DE | AT | CH | UK | US | AU | NZ | Anmerkungen                                                    |
| ---- | ---------------------------------- | --- | --- | --- | --- | --- | --- | --- | -------------------------------------------------------------- |
| 2013 | Pure Heroine Universal Music (UMG) | DE13 Platin · (… Wo.)DE | AT14 Platin · (27 Wo.)AT | CH8 (41 Wo.)CH | UK4 Platin · (51 Wo.)UK | US3 ×6Sechsfachplatin · (107 Wo.)US | AU1 ×4Vierfachplatin · (58 Wo.)AU | NZ1 ×5Fünffachplatin · (78 Wo.)NZ | Erstveröffentlichung: 27. September 2013 Verkäufe: + 7.782.000 |
| 2017 | Melodrama Universal Music (UMG)    | DE11 (10 Wo.)DE | AT8 Gold · (6 Wo.)AT | CH7 (7 Wo.)CH | UK5 Gold · (21 Wo.)UK | US1 Platin · (43 Wo.)US | AU1 Platin · (40 Wo.)AU | NZ1 ×2Doppelplatin · (61 Wo.)NZ | Erstveröffentlichung: 16. Juni 2017 Verkäufe: + 1.521.500      |
| 2021 | Solar Power Universal Music (UMG)  | DE4 (4 Wo.)DE | AT4 (4 Wo.)AT | CH2 (3 Wo.)CH | UK2 Silber · (4 Wo.)UK | US5 (4 Wo.)US | AU1 (6 Wo.)AU | NZ1 Gold · (17 Wo.)NZ | Erstveröffentlichung: 20. August 2021 Verkäufe: + 67.500       |
| 2025 | Virgin Universal Music (UMG)       | DE3 (… Wo.)DE | AT1 (… Wo.)AT | CH3 (… Wo.)CH | UK1 (… Wo.)UK | — | AU1 (… Wo.)AU | NZ1 (… Wo.)NZ | Erstveröffentlichung: 27. Juni 2025                            |